# Édouard Thouvenel
Édouard Thouvenel (Verdun, 11 novembre 1818 – Parigi, 18 ottobre 1866) è stato un politico e diplomatico francese.

## Biografia

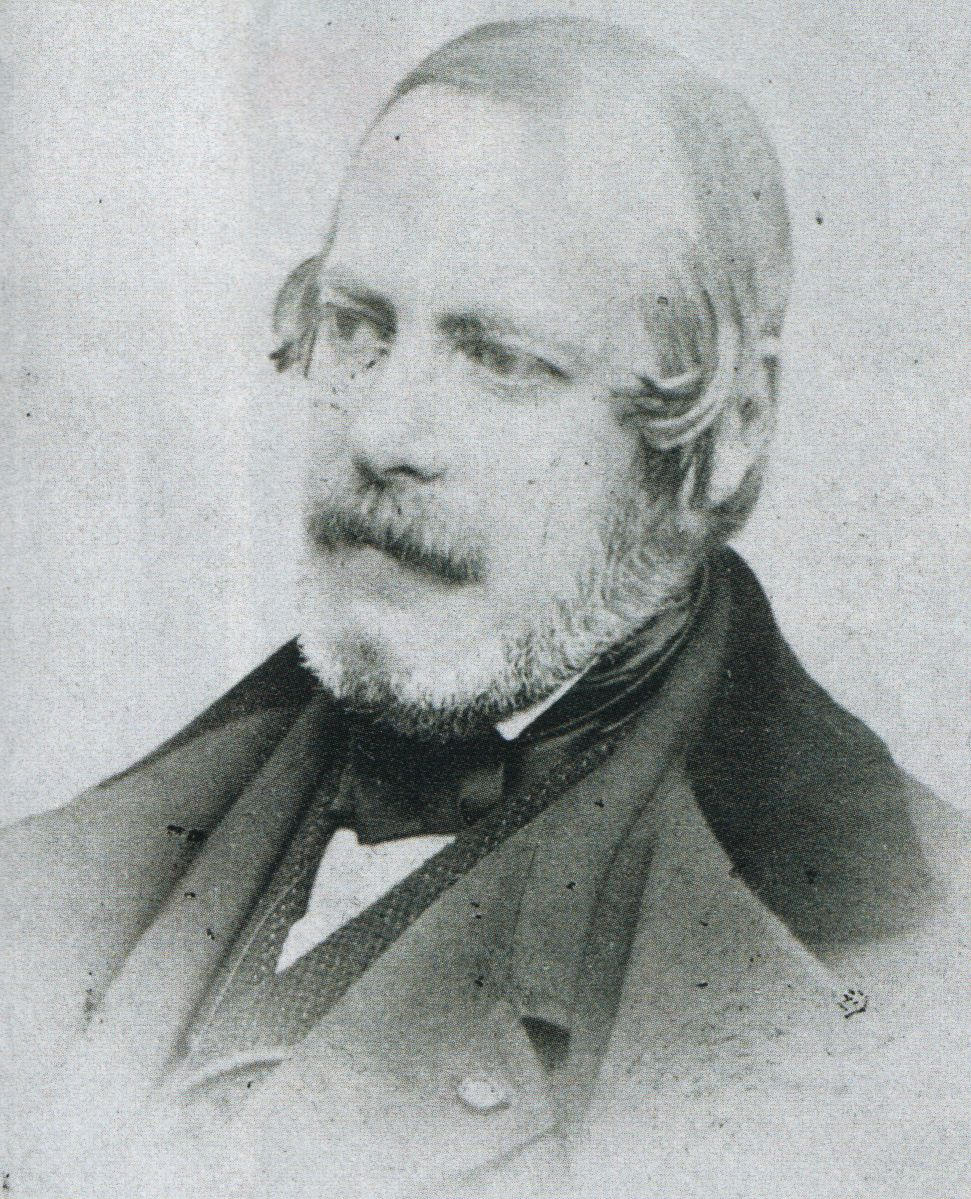
Édouard Thouvenel in una fotografia d'epoca

Figlio di Louis, artigliere del reggimento di Valence, e di sua moglie Rose-Adèle Houzelle, Eduard nacque a Verdun nel 1818.
Iniziò la sua carriera diplomatica giovanissimo come attaché all'ambasciata francese in Belgio, per poi divenire chargé d'affaires ad Atene nel 1848 e poi ministro plenipotenziario a Monaco di Baviera.
Col colpo di stato francese del 2 dicembre 1851, venne chiamato alla direzione degli affari politici del ministero degli esteri e nominato ambasciatore a Costantinopoli (1855).
Senatore durante il Secondo impero francese (1856), venne nominato ministro degli esteri il 24 gennaio 1860 da Napoleone III. Venne decorato della gran croce della Legion d'onore il 14 giugno 1860 per mano dello stesso imperatore francese. Il suo ministero venne marcato dall'annessione di Nizza e della Savoia a seguito dei concordati col Regno di Sardegna in cambio dell'aiuto delle truppe francesi nella costituzione del Regno d'Italia nel corso della seconda guerra d'indipendenza italiana, eventi nei quali egli ebbe un ruolo determinante. Successivamente prese posizioni anche in Siria e nella guerra civile americana.
Venne costretto a dimettersi per le difficoltà aperte tra i cattolici francesi per la questione romana (15 ottobre 1862). Venne sostituito come ministro degli esteri da Édouard Drouyn de Lhuys, ma succedette a quest'ultimo come presidente del consiglio d'amministrazione della Compagnie des chemins de fer de l'Est. Fu, dal 1864, presidente della commissione d'arbitraggio per il canale di Suez.
Nominato gran referendario dal senato francese nel 1865, Thouvenel morì nel 1866 all'età di 47 anni per le complicanze dovute a problemi di cuore di cui soffriva da tempo.